# The Newton Brothers
The Newton Brothers sind ein US-amerikanisches Filmkomponistenteam. Das Duo besteht aus Andrew Grush und Taylor Stewart.
Die beiden Musiker lernten sich um 2001 kennen und veröffentlichen ihre Filmmusiken seit 2007. Während Andrew Grush eher als Multi-Instrumentalist hervortritt ist Taylor Stewart für technische Produktion und Programmierung zuständig. Ihr Schaffen umfasst mehr als 90 Film- und Fernsehproduktionen, darunter auch viele Beitrage aus dem Horrorgenre.

## Filmografie (Auswahl)
- 2007: Quench
- 2007: Wasting Away – Zombies sind auch nur Menschen (Wasting Away)
- 2008: Shades of Ray
- 2009: Adopted
- 2010: High School – Wir machen die Schule dicht (High School)
- 2010: Revolución
- 2010: Der Magier (Magic Man)
- 2011: Detachment
- 2011: Scalene
- 2011: Set Up
- 2012: Dungeons & Dragons 3 (Dungeons & Dragons: The Book of Vile Darkness)
- 2012: Hijacked – Entführt (Hijacked)
- 2013: Linsanity (Dokumentarfilm)
- 2013: Hair Brained
- 2013: Gangster Chronicles (Pawn Shop Chronicles)
- 2013: Oculus
- 2013: Proxy
- 2013: Life of Crime
- 2014: The Road Within
- 2014: The Prince – Only God Forgives (The Prince)
- 2014: Kidnapped – Die Entführung des Reagan Pearce (Catch Hell)
- 2014: See No Evil 2
- 2015: Careful What You Wish For
- 2015: Chloe rettet die Welt (Chloe & Theo)
- 2015: Vendetta
- 2015: Der Kandidat – Macht hat ihren Preis (The Runner)
- 2015: Chasing Life (Fernsehserie, 10 Folgen)
- 2016: Still (Hush)
- 2016: Before I Wake
- 2016: Urge: Rausch ohne Limit (Urge)
- 2016: Amateur Night
- 2016: Ouija: Ursprung des Bösen (Ouija: Origin of Evil)
- 2017: The Bye Bye Man
- 2017: Open Water 3: Cage Dive
- 2017: Das Spiel (Gerald’s Game)
- 2017: Dirk Gentlys holistische Detektei (Dirk Gently’s Holistic Detective Agency, Fernsehserie, 10 Folgen)
- 2018: Falling Water (Fernsehserie, 10 Folgen)
- 2018: Family Blood
- 2018: Escape Plan 2: Hades
- 2018: Extinction
- 2018: Spuk in Hill House (The Haunting of Hill House, Miniserie, 10 Folgen)
- 2019: The Ship – Das Böse lauert unter der Oberfläche (Mary)
- 2019: Doctor Sleeps Erwachen (Doctor Sleep)
- 2019: 64 Minutes – Wettlauf gegen die Zeit (Line of Duty)
- 2020: The Grudge
- 2020: Spuk in Bly Manor (The Haunting of Bly Manor, Miniserie, 9 Folgen)
- 2020–2021: The Walking Dead: World Beyond (Fernsehserie, 20 Folgen)
- 2020–2022: In the Dark (Fernsehserie, 22 Folgen)
- 2021: The Forever Purge
- 2021: Midnight Mass (Miniserie, 7 Folgen)
- 2021: Joe Pickett (Fernsehserie, 10 Folgen)
- 2022: Borrego
- 2022: Gänsehaut um Mitternacht (The Midnight Club, Fernsehserie, 10 Folgen)
- seit 2022: The Devil’s Hour (Fernsehserie)
- 2023: Prom Pact (Fernsehfilm)
- 2023: Waco: The Aftermath (Miniserie, 5 Folgen)
- 2023: Der Untergang des Hauses Usher (The Fall of the House of Usher)
- 2023: Five Nights at Freddy’s
- 2023: Gänsehaut (Goosebumps, Fernsehserie, 10 Folgen)
- 2024: Shelby Oaks
- 2024: The Life of Chuck
- 2024: Werewolves
- seit 2024: X-Men ’97 (Fernsehserie)
- 2025: Fear Street: Prom Queen
- seit 2025: Daredevil: Born Again (Fernsehserie)